# Rolf Huser
Rolf Huser (Wettingen, 5 giugno 1971) è un ex ciclista su strada svizzero, professionista dal 1996 al 2002.

## Palmarès
- 1996 (PMU Romand-Bepsa, una vittoria)

Tour du Canton de Genève

### Altri successi
- 1993 (Dilettanti)

GP Commune de Meyrin

## Piazzamenti

### Grandi Giri
- Tour de France

1999: 118º
- Vuelta a España

1998: 58º
2000: 64º
2001: 108º

### Classiche monumento
- Milano-Sanremo

1999: 85º
2000: 88º
2001: 73º
- Giro delle Fiandre

1999: ritirato
2000: 45º
2001: 36º
2002: 52º
- Parigi-Roubaix

2000: ritirato
- Liegi-Bastogne-Liegi

1999: ritirato
2000: 87º
2001: ritirato
2002: 31º
- Giro di Lombardia

2001: 49º
2002: 66º

### Competizioni mondiali
- Campionati del mondo

Lugano 1996 - In linea Elite: ritirato
Verona 1999 - In linea Elite: ritirato
Plouay 2000 - In linea Elite: 45º
Heusden-Zolder 2002 - In linea Elite: 161º